# 何真 (元)
何 真（か しん、至治元年（1321年）- 洪武21年3月5日（1388年4月11日））は、元末明初の軍人。字は邦佐。本貫は広州東莞県。

## 生涯
何叔賢と葉氏のあいだの子として生まれた。父は早くに亡くなり、何真は母の葉氏に養育された。若くして読書や撃剣を好んだ。元の至正初年、河源県務副使となり、淡水場管勾に転じたが、官を棄てて帰郷した。元末の乱が起こると、何真は人々を集めて郷里を守った。至正14年（1354年）、東莞県の王成と陳仲玉が反乱を起こすと、何真は元帥府に赴いて報告した。元帥は賄賂を受けていたため、かえって何真を捕えようとした。何真は居坭岡に逃亡し、挙兵して王成を攻めたが、勝てなかった。長らくを経て、恵州の王仲剛が反乱軍の将の黄常とともに恵州に拠った。何真は黄常を撃破し、王仲剛を殺した。功績により恵陽路同知・広東都元帥に任じられ、恵州を守った。
至正22年（1362年）、海賊の邵宗愚が広州を陥落させた。何真は兵を率いて邵宗愚を撃破し、広州を奪回した。広東分省参政に抜擢され、ほどなく右丞となった。贛州の熊天瑞が水軍数万を率いて、広州を攻め取ろうとしたため、何真は胥江でこれを迎撃した。おりしもの大雷雨のため、熊天瑞の舟のマストが折れ、熊天瑞は敗走した。これにより広州の人々は何真を頼みにするようになった。先だって何真は再び王成を攻撃し、陳仲玉を殺害したものの、王成はなおも東莞県を固く守っていた。至正26年（1366年）、またも王成を包囲し、王成を捕らえた者には10000貫の交鈔を与えることを約束した。すると王成の奴が王成を捕縛して出頭してきた。何真は約束の交鈔を奴に与えると、湯釜を準備するよう命じ、奴を釜茹でにしてしまった。「主に叛く奴はこのようになるのだ」と人々に宣告すると、沿海の反乱者たちはみな降伏してきた。ときに中原は大乱の最中にあり、嶺南は中原と隔絶していたことから、趙佗の故事に倣って自立するよう勧める者がいたが、何真は聞き入れなかった。海道を通じて元朝にたびたび使者を派遣して、方物を貢献し、資徳大夫・行省左丞に累進した。
洪武元年（1368年）、明の廖永忠が征南将軍となり、洪武帝の命を受け水軍を率いて広東を攻略することとなった。廖永忠は福州に到着すると、手紙を書いて何真に帰順を勧め、海路で潮州に進軍した。何真は都事の劉克佐を廖永忠のもとに派遣して、印章や管轄する州県の戸口や兵糧の資料を献上させ、降伏の表を奉った。廖永忠が南京の朝廷に奏聞すると、洪武帝は何真の帰順を賞賛する詔を発した。廖永忠が東莞に到着すると、何真は官僚たちを率いて迎え、南京に赴いて入朝した。江西行省参知政事に抜擢され、後に山東参政に転じた。洪武4年（1371年）、広東に帰るよう命じられ、旧部下を集め、かれらを連れて山東に赴いた。洪武9年（1376年）、致仕した。
洪武14年（1381年）、雲南遠征の軍が起こされると、何真は子の何貴とともに雲南に赴いた。軍の糧食補給を担当して、郵駅を設置した。山西右布政使に転じた。何貴とともに軍を率いて広東に赴き、何貴は鎮南衛指揮僉事に抜擢された。ほどなく何真は浙江布政使となり、湖広布政使に転じた。洪武20年（1387年）、再び致仕し、東莞県伯に封じられ、世券を与えられた。翌洪武21年（1388年）3月、死去した。享年は68。
子の何栄が後を嗣いだが、その弟の何貴や何宏とともに藍玉の党として処刑された。何真の弟の何迪は禍が自分に及ぶことを疑い、反乱を起こした。南海の官軍300人あまりを殺して、海島に逃げ込んだが、広東都司の討伐を受けて捕らえられ、処刑された。